# Guldkalven (film)
Irene Huss – Guldkalven är en svensk thriller från 2008. Det är den sjätte och sista filmen i den första omgången med filmer om kriminalkommissarie Irene Huss.

## Handling
En man hittas ihjälskjuten i bakluckan på en bil. På ena handen är fyra fingrar avklippta. Mannen var delägare i ett nätpokerbolag som snabbt utvecklades till ett flermiljonföretag som sedan gick i konkurs. Strax därefter hittas ännu en delägare mördad. Den tredje och sista delägaren Sanna är ännu i livet, men lever under ständiga hot. Polisen hittar till slut tre av det första offrets avklippta fingrar, men var finns det fjärde fingret? Utredningen leder Irene Huss till en för henne okänd värld av dyra lyxbilar och magnifika villor på exklusiva adresser där den ryska kaviaren är vardagsmat och champagnen är äkta, dyr och ständigt flödande.

## Rollista (urval)
Återkommande:
- Angela Kovács – Irene Huss
- Reuben Sallmander – Krister Huss
- Mikaela Knapp – Jenny Huss
- Felicia Löwerdahl – Katarina Huss
- Lars Brandeby – Sven Andersson
- Dag Malmberg – Jonny Blom
- Anki Lidén – Yvonne Stridner
- Emma Swenninger – Birigtta Moberg
- Eric Ericson – Fredrik Stridh

I detta avsnitt:
- Tuva Novotny – Sanna Kaegler
- Linus Wahlgren – Stefan Wermling
- Petra Hultgren – Josefin
- Frederik Nilsson – Magnus Roos
- Jens Hultén – John
- Anna Harling – Synnöve
- Andreas Papastefanou – Jocke
- Anna Söderling – Annas mamma
- Ingemar Carlehed – Annas pappa
- Daniel Eriksson – Thomas Bonetti
- Erik Bolin – Philip Bergman
- Annika Nordin – Ellinor Hansson
- Zoltan Bajkai – Simic
- Jesper Blomqvist – cykelbudet